# Diplomitoporus hondurensis
Diplomitoporus hondurensis är en svampart som först beskrevs av William Alphonso Murrill, och fick sitt nu gällande namn av Ryvarden 2000. Diplomitoporus hondurensis ingår i släktet Diplomitoporus och familjen Polyporaceae.   Inga underarter finns listade i Catalogue of Life.